# Zé de Angola
José Manuel Gomes de Andrade, o Zé de Angola (Ilha de São Vicente, 1 de junho de 1970) é um ex-futebolista cabo-verdiano que atua como atacante.
Iniciou sua carreira já aos 21 anos, em 1991, e atuou profissionalmente até 2010, por Académica, Académico de Viseu, Stoke City, Gil Vicente, Maia, Aviação (único clube não-europeu que defendeu). se aposentando no futebol de Luxemburgo, onde jogou por Spora, Avenir Beggen e Jeunesse Schieren.
Pela Seleção Cabo-Verdiana, Zé de Angola disputou 2 jogos, ambos em 2003.

## Links
- Zé de Angola em National-Football-Teams.com